# Sežana
Sežana ( izgovorjava (?·pàg.)</img> izgovorjava (?·pàg.)) (Italià Sesana, alemany Zizan) és una ciutat d'Eslovènia i el centre econòmic, de trànsit, educatiu, cultural i de salut del Karst eslovè. La ciutat és la seu del municipi de Sežana, la unitat administrativa de Sežana i la parròquia de Sežana. Només la ciutat de Sežana té 6.000 habitants i, juntament amb el seu entorn, Sežana compta amb unes 14.000 persones. La ciutat té la seu del Centre d'educació superior Sežana .

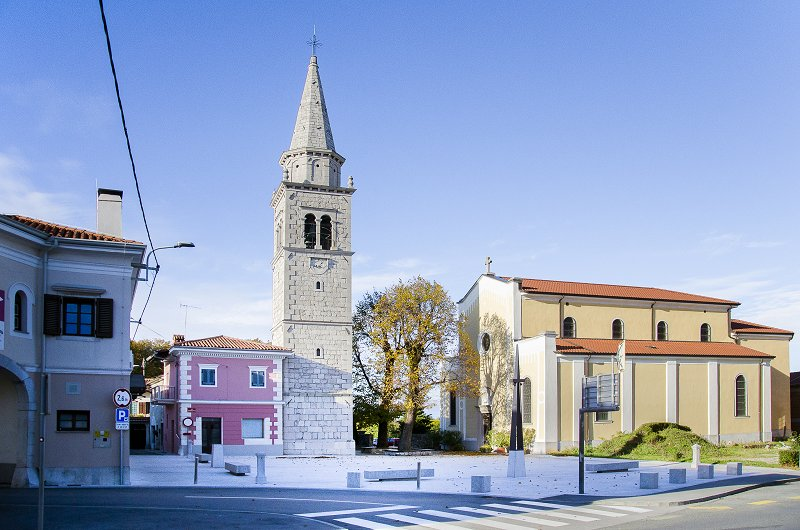
Església de St. Martí a la Plaça de l'alliberament al nucli antic de la ciutat

Sežana està situada al llarg de la carretera i el ferrocarril entre Ljubljana i Trieste, des d’on una via de tren es desvia cap a Nova Gorica, a les immediacions properes a Itàlia.

## Personalitats associades a Sežana
- Srečko Kosovel (1904, Sežana - 1926, Tomaj), poeta, crític i publicista eslovè
- Avgust Černigoj (1898, Trieste - 1985, Sežana), pintor i artista gràfic eslovè
- Gojmir Lešnjak - Gojc, actor de cinema, teatre i televisió eslovè
- Jože Pahor (1888-1964), escriptor i dramaturg, un dels professors eslovens més importants entre la Primera i la Segona Guerra Mundial
- Mara Husu (1900–1944), escriptora eslovena
- Peter Kozler (1824, Koče pri Kočevski Reki - 1879, Ljubljana), notari, polític, cartògraf (autor de "Mapa de les terres eslovenes"), fundador de la cerveseria Union
- Ema Starc (1901-1967), actriu de teatre eslovena
- Karl Ritter von Schaffer (1831-1904), secretari de l'emperador Maximilià
- Karl Polley, polític, alcalde de Sežana, home de negocis
- Giovanni Scaramanga, armador, terratinent
- Rajmund Mahorčič (1840, Brežec - 1895, Sežana), alcalde, diputat provincial, despertador nacional, propietari
- Gustav Gregorin (1860, Sežana - 1942, Ljubljana), advocat, polític, home de negocis
- Llista de personalitats del municipi de Sežana

## Ciutats agermanades
- Pardubice,  Txèquia
- Rab,  Croàcia
- Guevguèlia,  Macedònia del Nord
- Sant'Ambrogio di Valpolicella,  Itàlia
- Sant'Ambrogio sul Garigliano,  Itàlia
- Montbrison,  França